# Hatchiana glochidiatus
Hatchiana glochidiatus es una especie de coleóptero de la familia Cantharidae.

## Distribución geográfica
Habita en Corea del Norte.